# Mogowo
Mogowo is een plaats in het Poolse district  Nowodworski (Mazovië), woiwodschap Mazovië. De plaats maakt deel uit van de gemeente Nasielsk en telt 600 inwoners.